# Errore sistematico
 Nelle scienze sperimentali, l'errore sistematico è quello che si manifesta quando procedimenti effettuati con strumenti di misura od osservatori diversi portano a risultati sistematicamente differenti, e che può essere corretto mediante calibratura degli strumenti od adeguato addestramento degli osservatori. Si contrappone all'errore casuale.
Questo concetto non è lontano da molte esperienze comuni. Poniamo di voler pesare 100 uomini: nel corso delle nostre misurazioni potremmo incappare in errori di per sé imprevedibili, quali diverse condizioni di umidità e temperatura che alterano lievemente i meccanismi della bilancia. Non è possibile stabilire con esatezza l'entità e la presenza di questi errori, che vengono perciò detti casuali o statistici (perché descrivibili secondo modelli propri della statistica e della probabilità). Questi dunque non dipendono dal singolo strumento, ma sono un fenomeno generale osservabile in ogni contesto sperimentale. Ciò che invece si può controllare, nel nostro esempio, è la corretta taratura della bilancia: potrebbe infatti essere stata fatta in eccesso od in difetto, secondo un errore ben quantificabile se ripetiamo la misura con un'altra bilancia. L'errata taratura dunque si mostrerà con schemi ben precisi (ad. ex. ogni uomo peserà 5 kg in più del previsto) e sarà, dunque, sistematica andando così a costituire l'omonimo errore.
L'errore sistematico, tuttavia, non è solamente imputabile ad un difetto della strumentazione, ma spesso è dovuto anche ad un suo errato utilizzo da parte dello sperimentatore. Errori di questo tipo vengono compiuti, ad esempio, quando si prova a leggere un orologio analogico guardandolo di sbieco (in termini tecnici si definisce errore di parallasse).
Si possono quindi distinguere diverse tipologie di errori sistematici: vi sono quelli strumentali (errate calibrazioni, progettazioni inadeguate...) oppure di metodo (ad esempio voler pesare un uomo che indossa uno zaino o un borsello). Solitamente è facile rendersi conto di un errore sistematico anche a misurazione avvenuta ed è pertanto possibile operare una correzione con opportuni metodi matematici (diminuire le masse registrate se la bilancia è stata tarata in eccesso, pesare lo zaino indossato dall'uomo...).

## In psicologia
In psicologia l'errore sistematico può essere causato da bias cognitivo o da rumore sistemico.